# Piccolo Belt
Il Piccolo Belt (in danese: Lillebælt; in tedesco: Kleiner Belt) è uno stretto tra l'isola danese di Fionia e la penisola dello Jutland.
Così denominato per distinguerlo dal Grande Belt, è lungo all'incirca 50 km e la sua larghezza varia da 800 metri a 28 km, mentre la profondità massima è di 75 m. All'interno del Piccolo Belt si trovano diverse piccole isole.
Due ponti attraversano il Piccolo Belt, il Vecchio ponte del Piccolo Belt e il Nuovo Ponte del Piccolo Belt.